# Stuart Pearson
Stuart James Pearson (Kingston upon Hull, 21 giugno 1949) è un ex calciatore e allenatore di calcio inglese, di ruolo attaccante.

## Carriera

### Club
Ha sempre giocato nel campionato inglese.

### Nazionale
Conta 15 presenze e cinque reti con la maglia della nazionale inglese.

## Palmarès

### Club

#### Competizioni nazionali
- Second Division: 2

Manchester United: 1974-1975
West Ham: 1980-1981
- Coppa d'Inghilterra: 2

Manchester United: 1976-1977
West Ham: 1979-1980
- Community Shield: 1

Manchester United: 1977